# Dipinti di Félix Vallotton
La tabella che segue è una lista non esaustiva delle opere pittoriche eseguite dell'artista franco-svizzero Félix Vallotton (1865-1925).

## Anni 1880
| Dipinto | Titolo                                     | Data      | Tecnica      | Dimensioni     | Ubicazione                                   |
| ------- | ------------------------------------------ | --------- | ------------ | -------------- | -------------------------------------------- |
|         | Studio di natiche                          | vers 1884 | olio su tela | 38 × 46 cm     | Collezione privata                           |
|         | La madre dell'artista                      | 1884      | olio su tela | 40 × 32 cm     | Collezione privata                           |
|         | Ritratto di Monsieur Ursenbach             | 1885      | olio su tela | 97 × 130 cm    | Kunsthaus, Zurigo                            |
|         | Autoritratto a 20 anni                     | 1885      | olio su tela | 70 × 55,2 cm   | Museo cantonale di belle arti, Losanna       |
|         | Ritratto del fratello Paul Vallotton       | 1886      | olio su tela |                | Collezione privata                           |
|         | Ritratto dei genitori dell’artista         | 1886      | olio su tela |                | Museo cantonale di belle arti, Losanna       |
|         | Félix Jasinsky con il cappello tra le mani | 1887      | olio su tela | 65,5 × 60,5 cm | Ateneum, Helsinki                            |
|         | Le haut-de-forme, intérieur ou La visite   | 1887      | olio su tela | 32,7 × 24,8 cm | Museo d'arte moderna André Malraux, Le Havre |
|         | Ritratto di Félix Jasinski                 | 1887      | olio su tela | 37,5 × 27 cm   | Collezione privata                           |
|         | Félix Jasinski nel suo studio              | 1887      | olio su tela |                | Collezione privata, Monaco di Baviera        |
|         | Natura morta con brocca e piatto           | 1887      | olio su tela | 64,9 × 81,3 cm | Museo d'arte, Baltimora                      |
|         | Portiere                                   | 1888      | olio su tela | 61 × 50 cm     | Museo d'Orsay, Parigi                        |

## Anni 1890
| Dipinto | Titolo                                       | Data       | Tecnica             | Dimensioni      | Ubicazione                                   |
| ------- | -------------------------------------------- | ---------- | ------------------- | --------------- | -------------------------------------------- |
|         | Autoritratto                                 | 1891       | olio su tela        | 41 × 33 cm      | Galleria Vallotton, Losanna                  |
|         | L'ammalata                                   | 1892       | olio su tela        | 74 × 100 cm     | Collezione privata                           |
|         | La cuoca                                     | 1892       | olio su legno       | 33 × 41 cm      | Collezione privata                           |
|         | Il bagno la sera d'estate                    | 1892-1893  | olio su tela        | 97 × 131 cm     | Kunsthaus, Zurigo                            |
|         | Il vecchio portiere                          | 1893       | olio su tela        | 73 × 115 cm     | Collezione privata                           |
|         | Ritratto di Édouard Vuillard                 | 1893       | olio su tavola      |                 | -                                            |
|         | Il valzer                                    | 1893       | olio su tela        | 61 × 50 cm      | Museo d'arte moderna André Malraux, Le Havre |
|         | Chiaro di luna                               | 1895 circa | olio su tela        | 27 × 41 cm      | Museo d'Orsay, Parigi                        |
|         | Donna al bagno che si pettina                | 1895       | tempera su cartonee |                 | Collezione privata                           |
|         | Bagnante con le canne                        | 1895       | olio su tela        | 98 × 130 cm     | Collezione privata                           |
|         | La padrona e la serva                        | 1896       | olio su cartone     | 52 × 66 cm      | Collezione privata                           |
|         | I passanti                                   | 1897       | tempera su tavola   |                 | Collezione privata                           |
|         | Autoritratto                                 | 1897       | olio su cartone     | 58,9 × 47,9 cm  | Museo d'Orsay, Parigi                        |
|         | Femmes à leur toilette                       | 1897       | olio su cartone     | 48,1 × 60,2 cm  | Museo d'Orsay, Parigi                        |
|         | Donna nuda seduta su una poltrona            | 1897       | olio su cartone     | 28 × 27,5 cm    | Museo di Grenoble                            |
|         | Donna sui cuscini                            | 1897       | olio su cartone     | 23 × 41 cm      | -                                            |
| -       | Donna davanti un armadio a specchio          | 1897       | tempera su cartone  | 29,7 × 28,7 cm  | Collezione privata                           |
|         | Donne nude che giocano a dama                | 1897       | olio su cartone     | 25,5 × 52,5 cm  | Museo d'arte e di storia, Ginevra            |
|         | Donne nude con gatti                         | 1897-1898  | olio su cartone     | 41 × 52 cm      | Museo cantonale di belle arti, Losanna       |
|         | Trittico de Le Bon Marché, riquadro sinistro | 1898       | olio su cartone     | 70 × 50 cm      | -                                            |
|         | Trittico de Le Bon Marché, pannello centrale | 1898       | olio su cartone     | 70 × 100 cm     | -                                            |
|         | Trittico de Le Bon Marché, riquadro destro   | 1898       | olio su cartone     | 70 × 50 cm      | -                                            |
|         | Marthe Mellot                                | 1898       | olio su tela        | 73 × 60 cm      | Kunsthaus, Zurigo                            |
|         | Le cinque (Intimità)                         | 1898       | tempera su cartone  | 35,5 × 58 cm    | Collezione privata                           |
|         | Misia alla toletta                           | 1898       | tempera su cartone  | 35,9 × 29 cm    | Museo d'Orsay, Parigi                        |
|         | La camera rossa                              | 1898       | tempera su cartone  | 50 × 68,5 cm    | Museo cantonale di belle arti, Losanna       |
|         | Il bacio                                     | 1898       | tempera             |                 | -                                            |
|         | La menzogna                                  | 1898       | olio su cartone     | 14 × 33,4 cm    | Museo d'arte, Baltimora                      |
|         | La visita                                    | 1899       | tempera su cartone  | 55 × 87 cm      | Kunsthaus, Zurigo                            |
|         | La passeggiata del mare a Étretat            | 1899       | olio                | Template:Dunité | Collezione privata                           |
|         | Il 14 luglio a Étretat                       | 1899       | olio                | 47 × 60 cm      | -                                            |
|         | Lavandaie a Étretat                          | 1899       | olio su cartone     | 40 × 52 cm      | Collezione privata                           |
|         | Sulla spiaggia a Étretat                     | 1899       | olio su cartone     | Template:Dunité | -                                            |
|         | Sulla spiaggia di Dieppe                     | 1899       | olio su cartone     | 42 × 48 cm      | Collezione privata                           |
|         | La camera rossa, Étretat                     | 1899       | olio su legno       | 49,2 × 51,3 cm  | Art Institute, Chicago                       |
|         | Donna sdraiata che dorme                     | 1899       | olio                | 56,5 × 76 cm    | Collezione privata                           |
|         | Interno con donna in camicia                 | 1899       | tempera su legno    | 48 × 57 cm      | -                                            |
|         | Il pallone                                   | 1899       | olio su tela        | 49,2 × 62 cm    | Museo d'Orsay, Parigi                        |
|         | La cena, effetto di lampada                  | 1899       | olio su cartone     | 58 × 90 cm      | Museo d'Orsay, Parigi                        |
|         | Ritratto di Alexandre Natanson               | 1899       | olio su tela        | 81 × 65 cm      | Museo d'Orsay, Parigi                        |
|         | Madame Vallotton al pianoforte               | 1899       | olio su cartone     | 81 × 65 cm      | Museo Toulouse-Lautrec Albi                  |

## Anni 1900
| Dipinto | Titolo | Data       | Tecnica                         | Dimensioni       | Ubicazione                                   |
| ------- | --- | ---------- | ------------------------------- | ---------------- | -------------------------------------------- |
|         | Le Grand Nuage, Romanel                                                                                     | 1900       | olio su cartone                 | 35 × 46 cm       | Museo cantonale di belle arti, Losanna       |
|         | Tramonto, cielo arancione                                                                                   | 1900       | olio su tela                    | 54 × 73 cm       | Museo d'arte di Winterthur                   |
|         | Sera sul lago Lemano                                                                                        | 1900       | tempera                         | 50 × 100 cm      | -                                            |
|         | Donna che si pettina                                                                                        | 1900       | olio su cartone                 | 60,8 × 80,3 cm   | Museo d'Orsay, Parigi                        |
|         | La lingerista, camera azzurra                                                                               | 1900       | olio su carta incollata su tela | 50 × 80 cm       | Museo d'arte, Dallas                         |
|         | Max Rodrigues-Henriques nello studio del suo patrigno Félix Vallotton                                       | 1900       | olio su cartone                 | 51 × 69 cm       | Fondazione UNICEF, Collezione Rau, Colonia   |
|         | La stufa | 1900       | tempera su cartone              | 80,5 × 110,5 cm  | Collezione privata                           |
|         | La Place Clichy                                                                                             | 1901       | olio su tela                    | 43,5 × 57,2 cm   | Collezione privata                           |
|         | Donna che fruga in un armadio a muro                                                                        | 1901       | olio su tela                    | 78 × 40 cm       | Collezione privata                           |
|         | Il porto di Honfleur di notte                                                                               | 1901       | olio su cartone                 | 69,9 × 99,7 cm   | Museo d'Arte Metropolitana, New York         |
|         | Un porto | 1901       | olio su cartone                 | 57 × 62 cm       | Museo Puškin delle belle arti, Mosca         |
|         | Chiatte, rive della Senna                                                                                   | 1901       | olio su tela                    | 43,5 × 57 cm     | Collezione privata                           |
|         | Il Pont Neuf                                                                                                | 1901       | olio su cartone                 | 37 × 57 cm       | Museo d'arte di Winterthur                   |
|         | Pont Neuf                                                                                                   | 1902       | olio su cartone                 | 79 × 58 cm       | Collezione privata                           |
|         | Charles Baudelaire                                                                                          | 1901       | olio su cartone                 | 79 × 68 cm       | Walter Feilchenfeldt, Zurigo                 |
|         | Émile Zola                                                                                                  | 1902       | olio su cartone                 |                  | -                                            |
|         | Hector Berlioz                                                                                              | 1902       | olio su cartone                 | 105 × 75 cm      | Collezione privata                           |
|         | Victor Hugo                                                                                                 | 1902       | olio su cartone                 |                  | -                                            |
|         | Octave Mirbeau                                                                                              | 1902       | olio su cartone                 | 75 × 66 cm       | Museo di Grenoble                            |
|         | I cinque pittori                                                                                            | 1902-1903  | olio su tela                    | 145 × 187 cm     | Museo d'arte di Winterthur                   |
|         | Ritratto di Ambroise Vollard                                                                                | 1902       | olio su tela                    | 79,3 × 63,8 cm   | Museo Boijmans Van Beuningen, Rotterdam      |
|         | Paesaggio ad Arques-la-Bataille                                                                             | 1903       | olio su cartone                 | 67 × 103,5 cm    | Museo dell'Ermitage, San Pietroburgo         |
|         | Interno con donna in rosso di spalle                                                                        | 1903       | olio su tela                    | 93 × 71 cm       | Kunsthaus, Zurigo                            |
|         | I tetti, rue Mérimée                                                                                        | 1903 circa | olio su tela                    | 60 × 42 cm       | Museo cantonale di belle arti, Losanna       |
|         | Tempo grigio, Varengeville                                                                                  | 1904       | olio su tela                    | 41 × 61 cm       | Collezione privata                           |
|         | Il crepuscolo                                                                                               | 1904       | olio su tela                    |                  | Collezione privata                           |
|         | Interno | 1904       | olio su cartone                 | 61,5 × 56 cm     | Museo dell'Ermitage, San Pietroburgo         |
|         | Il salone d'angolo                                                                                          | 1904       |                                 |                  | -                                            |
|         | Sala da pranzo, sera                                                                                        | 1904       | olio su tela                    |                  | -                                            |
|         | Interno: tavolo da pranzo con mazzo di fiori                                                                | 1904       | olio su tela                    | 67 × 54,5 cm     | Museo d’arte, Soleure                        |
|         | Donna che scrive in un interno                                                                              | 1904       | olio su legno                   | 60,3 × 34,6 cm   | Museo di belle arti, Houston                 |
|         | Donna al pianoforte, Varengeville                                                                           | 1904       | olio su tela                    | 43,5 × 57 cm     | Museo dell'Ermitage, San PIetroburgo         |
|         | Le Bas noir                                                                                                 | 1904       | -                               |                  | -                                            |
|         | Donna che legge alla finestra                                                                               | 1904 circa | olio su tela                    | 29 × 31 cm       | -                                            |
|         | Il satiro al Bois de Boulogne                                                                               | 1904       | olio su tela                    | 34 × 38 cm       | -                                            |
|         | Il riposo delle modelle                                                                                     | 1905       | olio su tela                    | 130 × 195,5 cm   | Museo d'arte di Winterthur                   |
|         | Autoritratto                                                                                                | 1905       | olio su cartone                 | 82 × 64,5 cm     | Kunsthaus, Zurigo                            |
|         | Donna nuda che regge la sua camicia con entrambe le mani                                                    | 1905       | olio su tela                    | 129 × 95 cm      | Collezione privata                           |
|         | Gabrielle Vallotton inginocchiata davanti a uno specchio sul divano dello studio di rue des Belles-Feuilles | 1905       | olio su tela                    | 55,5 × 46,5 cm   | Collezione privata                           |
|         | Sul balcone                                                                                                 | 1905       | olio su tela                    | 52 × 67,5 cm     | Collezione privata                           |
|         | Marthe Mellot (Natanson)                                                                                    | 1905-1906  | olio su tela                    | 80,5 × 65 cm     | Museo d'Orsay, Parigi                        |
|         | Donna che legge                                                                                             | 1906       | -                               |                  | -                                            |
|         | Natura morta con autoritratto                                                                               | 1906       | olio su tela                    | 62 × 63 cm       | Museo d'arte di Winterthur                   |
|         | Fiori bianchi in un vaso decorato                                                                           | 1906       | olio su cartone                 | 74 × 54 cm       | Collezione privata                           |
|         | Femme nue regardant dans une Psyché                                                                         | 1906       | -                               |                  | -                                            |
|         | Il cappello viola                                                                                           | 1907       | olio su tela                    | 81 × 65,5 cm     | Villa Flora, Winterthur                      |
|         | Il bagno turco                                                                                              | 1907       | olio su tela                    | 130,5 × 195,5 cm | Museo di arte e di storia, Ginevra           |
|         | Adolescente che entra in acqua                                                                              | 1907       | -                               |                  | -                                            |
|         | Bagnante di fronte                                                                                          | 1907       | olio su tavola                  | 81 × 65,1 cm     | Villa Flora, Winterthur                      |
|         | Tre donne e una ragazzina che giocano nell’acqua                                                            | 1907       | olio su tela                    | 130,5 × 195,5 cm | Museo d'arte di Basilea                      |
|         | L'odio | 1908       | olio su tela                    | 206 × 146 cm     | Museo di arte e di storia, Ginevra           |
|         | Il ratto di Europa                                                                                          | 1908       | olio su tela                    | 130 × 162 cm     | Museo di belle arti, Berna                   |
|         | Il sonno | 1908       | olio su tela                    | 113,5 × 162,5 cm | Museo di arte e di storia, Ginevra           |
|         | Bagnante di spalle che si asciuga con un panno arrotolato                                                   | 1908       | olio su tela                    | 81,5 × 66 cm     | Collezione privata                           |
|         | Bagnante di fronte, sfondo grigio                                                                           | 1908       | -                               | 130,5 × 97 cm    | Kunsthaus, Glarona                           |
|         | L'autunno                                                                                                   | 1908       | olio su tela                    | 115 × 73 cm      | Collezione Mirabaud, Ginevra                 |
|         | Bagnante sulla roccia rosa                                                                                  | 1908       | olio su tela                    | 116,5 × 89 cm    | -                                            |
|         | Donna con il cappello nero                                                                                  | 1908       | olio su cartone                 | 81,3 × 65 cm     | Museo dell'Ermitage, San PIetroburgo         |
|         | Autoritratto                                                                                                | 1908       | olio su tela                    | 115 × 73 cm      | -                                            |
|         | Ritratto di Gabrielle Vallotton                                                                             | 1908       | olio su tela                    | 65 × 81 cm       | Museo Clemens-Sels, Neuss                    |
|         | Ragazza | 1909       | olio su tela                    |                  | -                                            |
|         | Nudo con farfalle                                                                                           | 1909       | -                               |                  | Collezione privata                           |
|         | Nudo sdraiato su un tappeto rosso                                                                           | 1909       | olio su tela                    | 73 × 100 cm      | Museo del Petit Palais, Ginevra              |
|         | Il dottor Arthur Hahnloser                                                                                  | 1909       | olio su tela                    | 80 × 62,3 cm     | Fondazione Hahnloser Jaeggli, Winterthur     |
|         | Il palco del teatro                                                                                         | 1909       | olio su tela                    | 46 × 38 cm       | Collezione privata                           |
|         | Il provinciale                                                                                              | 1909       | olio su tela                    | 50 × 53 cm       | Collezione privata                           |
|         | Lo stagno                                                                                                   | 1909       | olio su tela                    | 73,2 × 100,2 cm  | Museo di belle arti, Basilea                 |
|         | Villa Beaulieu, Honfleur                                                                                    | 1909       | olio su legno                   | 27,4 × 34,8 cm   | -                                            |
|         | Il raggio                                                                                                   | 1909       | olio su tela                    | 73 x 100         | Museo d'arte moderna André Malraux, Le Havre |

## Anni 1910
| Tableau | Titolo                                             | Data | Tecnica         | Dimensioni      | Ubicazione                                                     |
| ------- | -------------------------------------------------- | ---- | --------------- | --------------- | -------------------------------------------------------------- |
|         | Ritratto di una donna africana                     | 1910 | olio su tela    | 81 × 100 cm     | Museo di arte moderna, Troyes                                  |
|         | Donna che legge in un interno                      | 1910 | olio su tela    | 110 × 83 cm     | Museo Léon-Dierx, Saint-Denis                                  |
|         | Natura morta con le mele                           | 1910 | olio su tela    | 38 × 46 cm      | Museo d'arte moderna André-Malraux, Le Havre                   |
|         | Perseo che uccide il drago                         | 1910 | olio su tela    | 160 × 233 cm    | Museo di arte e di storia, Ginevra                             |
|         | Veduta di Honfleur, mattina d'estate               | 1910 | olio su tela    | 99 × 71 cm      | Kunstmuseum, Winterthur                                        |
|         | Il vento                                           | 1910 | olio su tela    | 89,2 × 116,2 cm | Galleria d'arte nazionale, Washington                          |
|         | Bagnante seduta su uno scoglio                     | 1910 | olio su tela    | 50 × 61 cm      | Museo di belle arti e d'archeologia, Besançon                  |
|         | Bagnante sullo scoglio                             | 1911 | olio su tela    | 113 × 146 cm    | Fondazione per l'arte, la cultura e la storia, Winterthur      |
|         | Donna nuda con un braccio sollevato                | 1911 | olio su tela    | 99,5 × 81 cm    | Collezione privata                                             |
|         | Civetteria                                         | 1911 | olio su tela    | 89 × 116 cm     | -                                                              |
|         | Donna con lo scialle giallo                        | 1911 | olio su tela    | Template:Dunité | Museo cantonale di belle arti, Losanna                         |
|         | Donna nera seduta di fronte                        | 1911 | olio su tela    | Template:Dunité | Collezione privata                                             |
|         | Honfleur nella bruma                               | 1911 | olio su tela    | 82 × 88 cm      | Museo di belle arti, Nancy                                     |
|         | Tramonto, alta marea grigio-blu                    | 1911 | olio su tela    |                 | Collezione privata                                             |
|         | Le mele                                            | 1911 | olio su tela    | 73,5 × 100,3 cm | Collezione privata                                             |
|         | Il campo fiorito                                   | 1912 | olio su tela    | 60,5 × 73,5 cm  | Museo d'arte di Winterthur                                     |
|         | La Réussite                                        | 1912 | olio su tela    | 60,5 × 73,5 cm  | Kunsthaus, Zurigo                                              |
|         | Donna con le collane                               | 1912 | olio su tela    |                 | -                                                              |
|         | Torso di donna                                     | 1912 | olio su tela    | 99,5 × 81 cm    | Museo dipartimentale Maurice Denis, Saint-Germain-en-Laye      |
|         | Bagnante bionda seduta di spalle sulla sabbia      | 1913 | olio su tela    | 81,5 × 100 cm   | -                                                              |
|         | La marea montante                                  | 1913 | olio su tela    |                 | -                                                              |
|         | Ritratto di Georges Haasen                         | 1913 | olio su tela    | 81,7 × 100,5 cm | Museo dell'Ermitage, San PIetroburgo                           |
|         | Tramonto                                           | 1913 |                 |                 | Collezione privata                                             |
|         | Tramonto                                           | 1913 | olio su tela    |                 | -                                                              |
|         | La Bianca e la Nera                                | 1913 | olio su tela    | 114 × 147 cm    | Villa Flora, Winterthur                                        |
|         | Donna e chitarra                                   | 1913 | olio su tela    |                 | -                                                              |
|         | Tulipani e statuetta di Maillol                    | 1913 | olio su cartone | 80,7 × 65,1 cm  | Collezione privata                                             |
|         | La notte, effetto di Luna                          | 1913 | -               |                 |                                                                |
|         | Orfeo squartato dalle Menadi                       | 1914 | olio su tela    | 250 × 200 cm    | Museo di arte e di storia, Ginevra                             |
|         | Giovane donna seduta di profilo                    | 1914 | olio su tela    | 80 × 100 cm     | -                                                              |
|         | Nudo con la sciarpa verde                          | 1914 | olio su tela    | 112 × 145 cm    | Museo di belle arti di La Chaux-de-Fonds, Cantone di Neuchâtel |
|         | La sorgente                                        | 1914 | olio su tela    |                 | -                                                              |
|         | Autoritratto in veste da camera                    | 1914 | olio su tela    | 81 × 65 cm      | Museo cantonale di belle arti, Losanna                         |
|         | Mele e vaso marocchino                             | 1914 | olio su tela    | 65 × 81 cm      | -                                                              |
|         | Una costata su carta gialla                        | 1914 | olio su tela    |                 | -                                                              |
|         | Donna nuda inginocchiata davanti a un canapè rosso | 1915 | olio su tela    | 81,5 × 100,5 cm | Collezione privata                                             |
|         | I covoni di fieno                                  | 1915 | olio su tela    | 73 × 60,5 cm    | Collezione privata                                             |
|         | Martinicana                                        | 1915 | olio su tela    | 116 × 89 cm     | Museo cantonale di belle arti, Losanna                         |
|         | La biblioteca                                      | 1915 | olio su tela    | 116 × 89 cm     | Museo cantonale di belle arti, Losanna                         |
|         | Il crimine punito                                  | 1915 | olio su tela    |                 | -                                                              |
|         | La guerra (studio)                                 | 1915 | olio su tela    | 33 × 41 cm      | -                                                              |
|         | 1914, paesaggio di rovine e d’incendi              | 1915 | olio su tela    | 115,2 × 147 cm  | Museo di belle arti di Berna                                   |
|         | La Senna a Les Andelys                             | 1916 | olio su tela    | 39,2 × 57,2 cm  | -                                                              |
|         | Quattro torsi                                      | 1916 | olio su tela    | 92 × 72,5 cm    | Museo cantonale di belle arti, Losanna                         |
|         | Soldati senegalesi nel campo di Mailly             | 1917 | olio su tela    | 42 × 55 cm      | Museo dipartimentale dell'Oise, Beauvais                       |
|         | Verdun                                             | 1917 | olio su tela    | 114 × 146 cm    | Musée de l'Armée, Parigi                                       |
|         | L'Yser (studio)                                    | 1917 | olio su tela    | 32 × 41 cm      | Collezione privata                                             |
|         | La chiesa di Souain                                | 1917 | olio su tela    | 96 × 130 cm     | Galleria nazionale d'arte, Washington                          |
|         | Rovine di Souain                                   | 1917 | olio su tela    |                 | Collezione privata                                             |
|         | Il bosco di La Gruerie e il burrone di Meurissons  | 1917 | olio su tela    | 70 × 135 cm     | La contemporaine, Nanterre                                     |
|         | Il cimitero militare di Châlons                    | 1917 | olio su tela    | 54 × 80 cm      | Museo di storia contemporanea, Parigi                          |
|         | La baia di Trégastel                               | 1917 | olio su tela    | 55 × 87 cm      | Collezione privata, Losanna                                    |
|         | Effetto di bruma, Honfleur                         | 1917 | olio su tela    | 73 × 60 cm      | -                                                              |
|         | Sera, costa di Grasse                              | 1917 | olio su tela    |                 | -                                                              |
|         | Andromeda in piedi e Perseo                        | 1918 | olio su tela    | 92 × 73 cm      | Collezione privata                                             |
|         | Tramonto a Grasse, cielo arancione e viola         | 1918 | olio su tela    | 54 × 73 cm      | -                                                              |
|         | Paesaggio composto: un boschetto                   | 1918 | olio su tela    |                 | -                                                              |
|         | Carne e uova                                       | 1918 | olio su tela    | 38 × 56 cm      | Villa Flora, Winterthur                                        |
|         | Il prosciutto                                      | 1918 | olio su tela    | 61,5 × 50 cm    | Collezione Barrett, Dallas                                     |
|         | Natura morta con tovaglia a quadri blu             | 1919 | olio su tela    |                 | Collezione privata                                             |
|         | Bagnante con gabbiani                              | 1919 | olio su tela    | 61 × 48 cm      | Collezione privata                                             |

## Anni 1920
| Dipinto | Titolo                                           | Data | Tecnica      | Dimensioni     | Ubicazione                                        |
| ------- | ------------------------------------------------ | ---- | ------------ | -------------- | ------------------------------------------------- |
|         | La biblioteca                                    | 1921 | olio su tela | 81 × 60,5 cm   | -                                                 |
|         | Il cestino di ciliegie                           | 1921 | olio su tela | 54 × 73,5 cm   | -                                                 |
|         | Brocca e ortensie                                | 1921 | olio su tela | 81 × 65,1 cm   | -                                                 |
|         | Donna a torso nudo che legge                     | 1921 | olio su tela | 81 × 65,3 cm   | Museo d'arte di Nantes                            |
|         | Natura morta con piatto azzurro                  | 1922 | olio su tela | 54 × 73 cm     | -                                                 |
|         | Crisantemi e fogliame autunnale                  | 1922 | olio su tela | 92 × 73 cm     | Collezione privata                                |
|         | Aïcha                                            | 1922 | olio su tela | 100 × 81 cm    | Collezione privata                                |
|         | La casta Susanna                                 | 1922 | olio su tela | 54 × 73 cm     | Collezione privata                                |
|         | Bassa marea a Villerville                        | 1922 | -            |                | ̠                                                  |
|         | Ponte sul Béal                                   | 1922 | olio su tela | 73 × 60 cm     | ̠                                                  |
|         | Chiesa di Sainte Anne a Cagnes                   | 1922 | olio su tela | 65 × 54 cm     | ̠                                                  |
|         | Famiglia di alberi                               | 1922 | olio su tela | 100 × 73 cm    | Collezione privata                                |
|         | Autoritratto                                     | 1923 | -            |                | -                                                 |
|         | Natura morta con una grande brocca di terracotta | 1923 | olio su tela |                | Collezione privata                                |
|         | Natura morta con il giornale                     | 1923 |              |                | Collezione privata                                |
|         | Sabbia sulla riva della Loira                    | 1923 | olio su tela | 73 × 100 cm    | Kunsthaus, Zurigo                                 |
|         | Una sera sulla Loira                             | 1923 | olio su tela |                | -                                                 |
|         | Una sera sulla Loira                             | 1923 | olio su tela |                | Collezione privata                                |
|         | Il bagno di sole sulla spiaggia                  | 1923 | olio su tela | 97 × 130,5 cm  | Museo di belle arti di Rouen                      |
|         | Le ginestre in fiore, Avallon                    | 1923 | olio su tela | 72,8 × 54 cm   | -                                                 |
|         | La Risle nei pressi di Berville                  | 1924 | olio su tela | 73,5 × 100 cm  | Collezione privata                                |
|         | Il castello Gaillard                             | 1924 | olio su tela | 73,5 × 100 cm  | Museo cantonale di belle arti, Losanna            |
|         | Il cancelletto, Mentone                          | 1924 | olio su tela | 73 × 54 cm     | ̠                                                  |
|         | Donna sdraiata su sfondo viola                   | 1924 | -            |                | -                                                 |
|         | Donna nuda che tiene un libro                    | 1924 | olio su tela | 115 × 146 cm   | Collezione privata                                |
|         | La lettura abbandonata                           | 1924 | olio su tela |                | Museo di belle arti di Lione                      |
|         | Anemoni e mandarini                              | 1924 | olio su tela | 65,3 × 54,2 cm | Galleria nazionale d'arte, Washington             |
|         | Damigiana e cassa                                | 1925 | olio su tela | 81 × 100 cm    | Collezione Barrett, Dallas                        |
|         | Cipolle e zuppiera                               | 1925 | olio su tela | 81 × 100 cm    | -                                                 |
|         | Case e canne                                     | 1925 | olio su tela | 65 × 81 cm     | Museo di arte moderna e contemporanea, Strasburgo |
|         | La rumena in abito rosso                         | 1925 | olio su tela | 105 × 81 cm    | Museo nazionale di arte moderna, Parigi           |
|         | Donna con la collana azzurra                     | 1925 | olio su tela | 79 × 63 cm     | Museo d'arte, Stoccarda                           |
|         | Nudo di spalle su un canapè rosso                | 1925 | olio su tela | 81 × 100 cm    | Collezione privata                                |
|         | La Dordogna a Carennac                           | 1925 | olio su tela | 73 × 60 cm     | Kunsthaus, Zurigo                                 |
|         | Paesaggio della Creuse                           | 1925 | olio su tela |                | -                                                 |
|         | L’Estérel e la baia di Cannes                    | 1925 | olio su tela | 54 × 65 cm     | Villa Flora, Winterthur                           |
|         | Femme au chevalet                                | 1925 | olio su tela | 73 × 92 cm     | -                                                 |

## Data sconosciuta
| Dipinto | Titolo                 | Tecnica      | Dimensioni | Ubicazione         |
| ------- | ---------------------- | ------------ | ---------- | ------------------ |
|         | Paesaggio a Marcillac  | olio su tela |            | Collezione privata |
|         | La sarta               | -            |            | -                  |
|         | Ritratto di donna      | -            |            | -                  |
|         | Femme avec un poudrier | -            |            | -                  |